# Spirala: Nowy rozdział serii Piła
Spirala: Nowy rozdział serii Piła (ang. Spiral: From the Book of Saw) – amerykański horror z 2021 roku. Spin-off serii Piła i dziewiąty film wchodzący w skład cyklu.

## Fabuła
Detektyw Ezekiel Banks z policji w Toronto prowadzi dochodzenie w sprawie serii brutalnych zabójstw policjantów. Z każdym dniem coraz bardziej jasne staje się, że tajemniczy morderca wzoruje się na zmarłym Johnie Kramerze, czyli legendarnym Jigsawie. Banks odkrywa, że każda ofiara zabójcy ukrywała mroczny sekret, a zbrodnie mają drugie dno. Jednocześnie zdaje sobie sprawę, że jego bliscy również znajdują się na celowniku psychopaty.

## Obsada
- Chris Rock jako detektyw Ezekiel Banks
- Max Minghella jako detektyw William Schenk
- Samuel L. Jackson jako Marcus Banks
- Marisol Nichols jako kapitan Angie Garza
- Daniel Petronijevic jako detektyw Marv "Boz" Bozwick
- Richard Zeppieri jako detektyw Fitch
- Patrick McManus jako Peter Dunleavy
- Ali Johnson jako oficer Jeannie Lewis
- Zoie Palmer jako Kara Bozwick
- Dylan Roberts jako sierżant Morgey
- K.C. Collins jako detektyw Drury
- Edie Inksetter jako detektyw Kraus
- Nazneen Contractor jako koroner Chada
- Thomas Mitchell jako detektyw O’Brien
- Chad Camilleri jako Benny
- Christopher Ramsay jako narkoman
- Morgan David Jones jako oficer Barrett
- Nadine Roden jako oficer Grant
- Frank Licari jako Emmerson
- Genelle Williams jako Lisa Banks
- Trevor Gretzky jako oficer Pat Jones